# Canoa/kayak ai Giochi della XXXII Olimpiade - C1 200 metri femminile
Le gare di velocità C1 200 metri femminile di Tokyo 2020 si svolsero alla Sea Forest Waterway dal 4 al 5 agosto 2021.
Alla competizione presero parte 32 atlete di 24 nazioni.

## Regolamento della competizione
La competizione prevede cinque batterie di qualificazione, tre quarti di finale, due semifinali e due finali. Le prime due classificate di ogni batteria di qualificazione e le prime due di ogni quarto di finale accedono alle semifinali. Le prime quattro classificate accedono alla finale "A", per l'assegnazione delle medaglie. Le altre partecipanti alle semifinali accedono alla finale "B".

## Programma
| Data                    | Ora (UTC+9) | Turno            |
| ----------------------- | ----------- | ---------------- |
| Mercoledì 4 agosto 2021 | 10:05       | Batterie         |
| Mercoledì 4 agosto 2021 | 12:29       | Quarti di finale |
| Giovedì 5 agosto 2021   | 09:44       | Semifinali       |
| Giovedì 5 agosto 2021   | 11:50       | Finali           |

## Risultati

### Batterie

#### Batteria 1
| Pos. | Atleta           | Paese      | Tempo  | Note  |
| ---- | ---------------- | ---------- | ------ | ----- |
| 1    | Liudmyla Luzan   | Ucraina    | 45.571 | OB SF |
| 2    | Lin Wenjun       | Cina       | 46.449 | SF    |
| 3    | Antía Jácome     | Spagna     | 46.691 | QF    |
| 4    | María Mailliard  | Cile       | 47.557 | QF    |
| 5    | Irina Andreeva   | ROC        | 48.192 | QF    |
| 6    | Nilufar Zokirova | Uzbekistan | 49.686 |       |
| 7    | Manaka Kubota    | Giappone   | 50.608 |       |

#### Batteria 2
| Pos. | Atleta                  | Paese       | Tempo  | Note  |
| ---- | ----------------------- | ----------- | ------ | ----- |
| 1    | Nevin Harrison          | Stati Uniti | 44.938 | OB SF |
| 2    | Katherin Nuevo Segura   | Cuba        | 46.533 | SF    |
| 3    | Virág Balla             | Ungheria    | 46.852 | QF    |
| 4    | Anastasiia Chetverikova | Ucraina     | 47.472 | QF    |
| 5    | Bernadette Wallace      | Australia   | 48.209 | QF    |
| 6    | Margarita Torlopova     | Kazakistan  | 49.721 | QF    |
| 7    | Maria Olărașu           | Moldavia    | 50.607 | QF    |

#### Batteria 3
| Pos. | Atleta                    | Paese         | Tempo  | Note |
| ---- | ------------------------- | ------------- | ------ | ---- |
| 1    | Katie Vincent             | Canada        | 46.391 | SF   |
| 2    | Yarisleidis Cirilo Duboys | Cuba          | 47.267 | SF   |
| 3    | Ayomide Bello             | Nigeria       | 47.539 | QF   |
| 4    | Katie Reid                | Gran Bretagna | 47.876 | QF   |
| 5    | Orasa Thiangkathok        | Thailandia    | 48.262 | QF   |
| 6    | Josephine Bulmer          | Australia     | 53.354 | QF   |

#### Batteria 4
| Pos. | Atleta                    | Paese       | Tempo  | Note |
| ---- | ------------------------- | ----------- | ------ | ---- |
| 1    | Laurence Vincent-Lapointe | Canada      | 45.408 | SF   |
| 2    | Olesia Romasenko          | ROC         | 46.126 | SF   |
| 3    | Alena Nazdrova            | Bielorussia | 46.731 | QF   |
| 4    | Lisa Jahn                 | Germania    | 47.439 | QF   |
| 5    | Dilnoza Rakhmatova        | Uzbekistan  | 47.716 | QF   |
| 6    | Teruko Kiriake            | Giappone    | 50.326 | QF   |

#### Batteria 5
| Pos. | Atleta              | Paese    | Tempo  | Note |
| ---- | ------------------- | -------- | ------ | ---- |
| 1    | Dorota Borowska     | Polonia  | 47.655 | SF   |
| 2    | Kincső Takács       | Ungheria | 47.977 | SF   |
| 3    | Daniela Cociu       | Moldavia | 48.338 | QF   |
| 4    | Staniliya Stamenova | Bulgaria | 48.477 | QF   |
| 5    | Sophie Koch         | Germania | 48.601 | QF   |
| 6    | Vanesa Tot          | Croazia  | 49.280 | QF   |

### Quarti di finale

#### Quarto di finale 1
| Pos. | Atleta                  | Paese      | Tempo  | Note |
| ---- | ----------------------- | ---------- | ------ | ---- |
| 1    | Antía Jácome            | Spagna     | 45.668 | SF   |
| 2    | María Mailliard         | Cile       | 46.122 | SF   |
| 3    | Anastasiia Chetverikova | Ucraina    | 46.509 |      |
| 4    | Bernadette Wallace      | Australia  | 48.330 |      |
| 5    | Orasa Thiangkathok      | Thailandia | 48.559 |      |
| 6    | Nilufar Zokirova        | Uzbekistan | 48.995 |      |
| 7    | Maria Olărașu           | Moldavia   | 49.002 |      |
| 8    | Teruko Kiriake          | Giappone   | 49.413 |      |

#### Quarto di finale 2
| Pos. | Atleta              | Paese         | Tempo  | Note |
| ---- | ------------------- | ------------- | ------ | ---- |
| 1    | Virág Balla         | Ungheria      | 46.218 | SF   |
| 2    | Irina Andreeva      | ROC           | 46.637 | SF   |
| 3    | Dilnoza Rakhmatova  | Uzbekistan    | 46.645 |      |
| 4    | Katie Reid          | Gran Bretagna | 47.821 |      |
| 5    | Vanesa Tot          | Croazia       | 48.375 |      |
| 6    | Daniela Cociu       | Moldavia      | 48.594 |      |
| 7    | Margarita Torlopova | Kazakistan    | 49.051 |      |

#### Quarto di finale 3
| Pos. | Atleta              | Paese       | Tempo  | Note |
| ---- | ------------------- | ----------- | ------ | ---- |
| 1    | Alena Nazdrova      | Bielorussia | 46.950 | SF   |
| 2    | Lisa Jahn           | Germania    | 47.049 | SF   |
| 3    | Ayomide Bello       | Nigeria     | 47.326 |      |
| 4    | Sophie Koch         | Germania    | 48.891 |      |
| 5    | Staniliya Stamenova | Bulgaria    | 48.939 |      |
| 6    | Manaka Kubota       | Giappone    | 49.769 |      |
| 7    | Josephine Bulmer    | Australia   | 51.474 |      |

### Semifinali

#### Semifinale 1
| Pos. | Atleta                | Paese    | Tempo  | Note |
| ---- | --------------------- | -------- | ------ | ---- |
| 1    | Liudmyla Luzan        | Ucraina  | 47.339 | FA   |
| 2    | Olesia Romasenko      | ROC      | 47.368 | FA   |
| 3    | Katie Vincent         | Canada   | 47.604 | FA   |
| 4    | Dorota Borowska       | Polonia  | 47.703 | FA   |
| 5    | María Mailliard       | Cile     | 48.198 | FB   |
| 6    | Virág Balla           | Ungheria | 48.257 | FB   |
| 7    | Lisa Jahn             | Germania | 49.136 | FB   |
| 8    | Katherin Nuevo Segura | Cuba     | 49.242 | FB   |

#### Semifinale 2
| Pos. | Atleta                    | Paese       | Tempo  | Note |
| ---- | ------------------------- | ----------- | ------ | ---- |
| 1    | Nevin Harrison            | Stati Uniti | 46.697 | FA   |
| 2    | Lin Wenjun                | Cina        | 47.161 | FA   |
| 3    | Laurence Vincent-Lapointe | Canada      | 47.294 | FA   |
| 4    | Antía Jácome              | Spagna      | 47.414 | FA   |
| 5    | Alena Nazdrova            | Bielorussia | 48.120 | FB   |
| 6    | Yarisleidis Cirilo Duboys | Cuba        | 48.375 | FB   |
| 7    | Irina Andreeva            | ROC         | 49.147 | FB   |
| 8    | Kincső Takács             | Ungheria    | 49.178 | FB   |

### Finali

#### Finale B
| Pos. | Atleta                    | Paese       | Tempo  | Note |
| ---- | ------------------------- | ----------- | ------ | ---- |
| 9    | Virág Balla               | Ungheria    | 47.560 |      |
| 10   | María Mailliard           | Cile        | 47.610 |      |
| 11   | Alena Nazdrova            | Bielorussia | 48.085 |      |
| 12   | Yarisleidis Cirilo Duboys | Cuba        | 48.582 |      |
| 13   | Lisa Jahn                 | Germania    | 48.798 |      |
| 14   | Kincső Takács             | Ungheria    | 48.921 |      |
| 15   | Irina Andreeva            | ROC         | 48.930 |      |
| 16   | Katherin Nuevo Segura     | Cuba        | 49.024 |      |

#### Finale A
| Pos. | Atleta                    | Paese       | Tempo  | Note |
| ---- | ------------------------- | ----------- | ------ | ---- |
|      | Nevin Harrison            | Stati Uniti | 45.932 |      |
|      | Laurence Vincent-Lapointe | Canada      | 46.786 |      |
|      | Liudmyla Luzan            | Ucraina     | 47.034 |      |
| 4    | Dorota Borowska           | Polonia     | 47.116 |      |
| 5    | Antía Jácome              | Spagna      | 47.226 |      |
| 6    | Lin Wenjun                | Cina        | 47.608 |      |
| 7    | Olesia Romasenko          | ROC         | 47.777 |      |
| 8    | Katie Vincent             | Canada      | 47.834 |      |